# Electrophaes atrofasciata
Electrophaes atrofasciata är en fjärilsart som beskrevs av Stephens 1850. Electrophaes atrofasciata ingår i släktet Electrophaes och familjen mätare. Inga underarter finns listade i Catalogue of Life.